# Glider (hacker)

Il Glider.

Il Glider, rappresentazione della navicella aliante (in inglese appunto glider) nella teoria degli automi cellulari, proposto come emblema degli hacker.

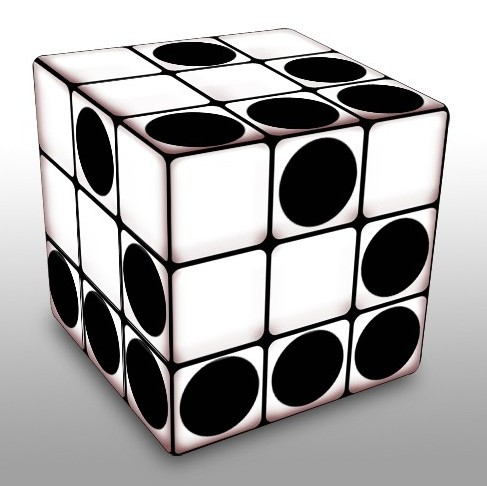
Il Glider, versione cubo di Rubik

## Storia
Proposto nel 2003 da Eric Steven Raymond ha riscosso un buon successo tra gli hacker e sostenitori. Il suo scopo principale è quello di colmare una lacuna ben precisa: avere un simbolo che identifichi tutti i sostenitori della comunità hacker indipendentemente dal linguaggio di programmazione preferito e/o sistema operativo più usato. Utilizzarlo non significa definirsi un hacker, anche perché è buona regola non autoproclamarsi tale: significa piuttosto esprimere rispetto verso gli ideali, la cultura e lo stile di vita hacker, riconoscendosi gli uni con gli altri.

## Equivoci comuni
Il prestigioso termine Hacker (che dagli albori dell'informatica identifica una ristretta cerchia d'élite) è stato discriminato nel corso degli anni dai mass media, a causa di criminali informatici.

## Versioni testuali (ASCII art)
```
 . o .    |_|0|_|    [ ][*][ ]    [ ][0][ ]    1 0 1    A O A
 . . o    |_|_|0|    [ ][ ][*]    [ ][ ][0]    1 1 0    A A O
 o o o    |0|0|0|    [*][*][*]    [0][0][0]    0 0 0    O O O

  @        .      #  @  #    o ø o    ° • °    o * o    H O H
    @        .    #  #  @    o o ø    ° ° •    o o *    H H O
@ @ @    . . .    @  @  @    ø ø ø    • • •    * * *    O O O

```